# (400034) 2006 QZ116
(400034) 2006 QZ116 es un asteroide perteneciente al cinturón de asteroides, descubierto el 27 de agosto de 2006 por el equipo del Lowell Observatory Near-Earth-Object Search desde la Estación Anderson Mesa (condado de Coconino, cerca de Flagstaff, Arizona, Estados Unidos).

## Designación y nombre
Designado provisionalmente como 2006 QZ116.

## Características orbitales
2006 QZ116 está situado a una distancia media del Sol de 2,570 ua, pudiendo alejarse hasta 3,133 ua y acercarse hasta 2,007 ua. Su excentricidad es 0,219 y la inclinación orbital 3,931 grados. Emplea 1505,37 días en completar una órbita alrededor del Sol.

## Características físicas
La magnitud absoluta de 2006 QZ116 es 17,2.